# Гагарино (Костромская область)
Гагарино — посёлок в составе Центрального сельского поселения Буйского района Костромской области.

## География
Расположен на северо-западе региона, в 26 км западнее районного центра.
Высота центра селения над уровнем моря — 191 м.
Уличная сеть
На 2020 год в Гагарино числится 5 улиц.

## История
Посёлок основан в 1948 году.
Посёлок возглавлял Гагаринский сельсовет.

## Население
| 2008 | 2010 | 2014 |
| ---- | ---- | ---- |
| 134  | ↘101 | ↘85  |

## Инфраструктура
Лесное промышленное хозяйство.

## Транспорт
Начальный пункт Ленинской узкоколейной железной дороги Казариново — Гагарино, которая относилась к Ленинскому лесопункту Буйского леспромхоза.
Помимо перевозки леса, по железнодорожной ветке перевозились и пассажиры. Изначально на паровозе с вагоном-«теплушкой», позже автомотрисами АС1. В 1992 году перевозка леса прекратилась. Пассажирское сообщение продолжало действовать до конца 1994 года. Рейсы выполнялись дважды в сутки: утром и вечером. На зимний период 1994-1995 годов вместо железнодорожного маршрута запускался автобусный. В 1996 году Буйский ЛПХ отказался от содержания ветки Казариново — Гагарино. Тогда бьл запущен поезд Буй — Гагарино с одним пассажирским вагоном. Осенью 1998 года автомобильная дорога до посёлка была отремонтирована и пассажирское сообщение по УЖД было прекращено. Основным средством связи посёлка с городом стал автобус.
Остановка общественного транспорта «Гагарино». Обслуживается маршрутом №185 Буй — Гагарино.